# Machaerium scleroxylon
Machaerium scleroxylon es una especie de leguminosa (familia Fabaceae). 
Es endémica de Bolivia, Brasil, Argentina y Paraguay. Se trata de un árbol comúnmente asociado a los bosques latifoliados semicaducos que forman parte de la extensa región correspondiente a la provincia biogeográfica del Cerrado. En este tipo de vegetación, suele encontrarse en manchas aisladas o formando bosques continuos a lo largo de cursos de agua, aunque no depende directamente de ellos. También se localiza en laderas cercanas a los valles, donde los suelos son más ricos en materia orgánica, nutrientes y retienen mejor la humedad. No obstante, su presencia es mucho más escasa en los bosques de galería propiamente dichos. En Brasil, su distribución se centra en la región central del país. En Paraguay, se limita a una pequeña porción del sector de la provincia de Corrientes, mientras que en Bolivia crece únicamente en el bosque semicaduco chiquitano, razón por la cual se lo considera un bioindicador característico de esta formación.

## Nombres comunes
Caviuna, jacarandá, morado.

## Descripción
Árbol caducifolio a semicaduco, alcanza de 14-28 m de altura, fuste recto, y 5-9 dm de ancho, corteza escamosa. Hojas compuestas, imparipinadas, alternas, de 6 cm de largo; 11-17-folíolos, glabros en haz, pubescentes en envés, de 10-25 mm × 7-10 mm. La especie puede llegar a crecer hasta los 25 o 30 metros de altura y su diámetro llega a los 80 cm.
Inflorescencia en agrupaciones con 5-35 flores, diminutas, hermafroditas, zigomorfas, en panícula terminal; corola amariposada, blanca; 10-estambres diadelfos; ovario súpero, unicarpelar.
Fruto sámara seca, plana, y ala membranácea, castaño, 5 cm de largo, una semilla ovalada.

## Usos
Por su madera, de color morado oscuro, y vetas pronunciadas. Peso específico de 850 a 950 kg/m³ Para ebanistería, tacos de billar, herramientas manuales, 